# NGC 7213
NGC 7213 é uma galáxia espiral (Sa) localizada na direcção da constelação de Grus. Possui uma declinação de -47° 10' 01" e uma ascensão recta de 22 horas, 09 minutos e 16,2 segundos.
A galáxia NGC 7213 foi descoberta em 30 de Setembro de 1834 por John Herschel.